# Val-Saint-Lambert

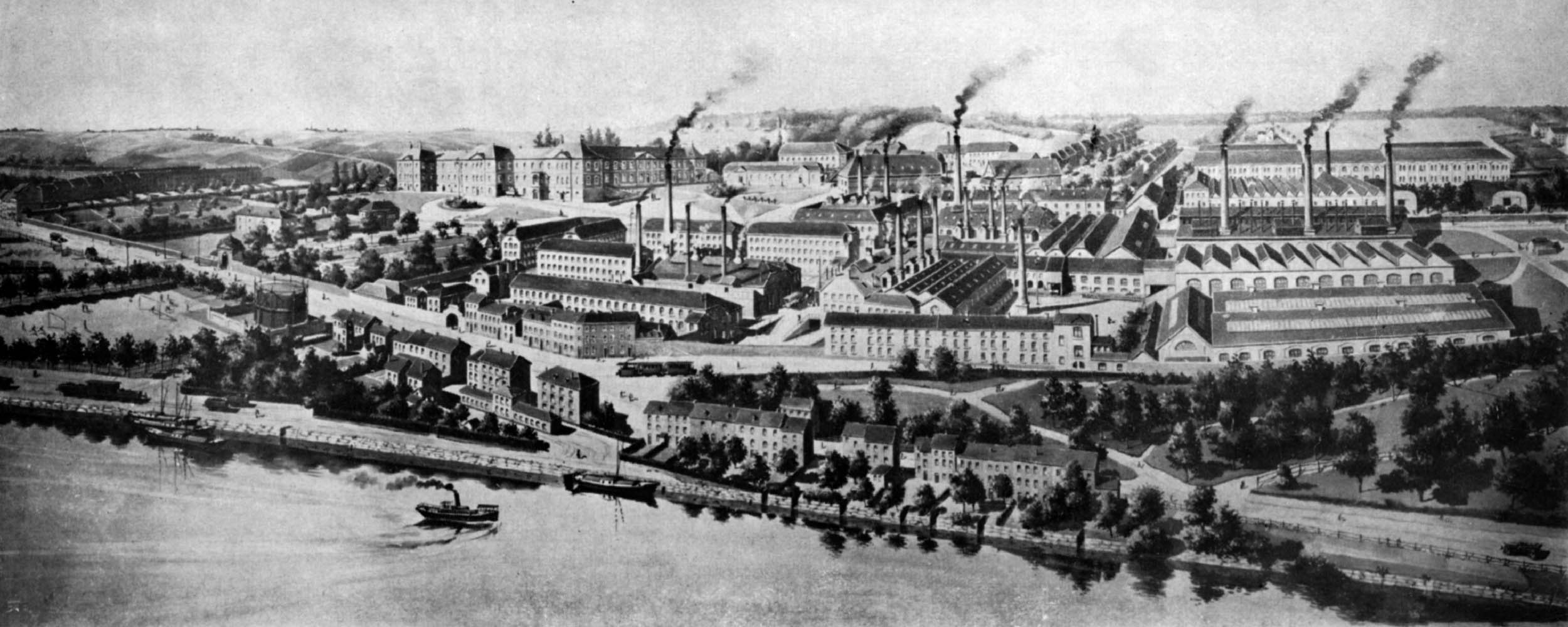
Het fabriekscomplex in Seraing in 1926

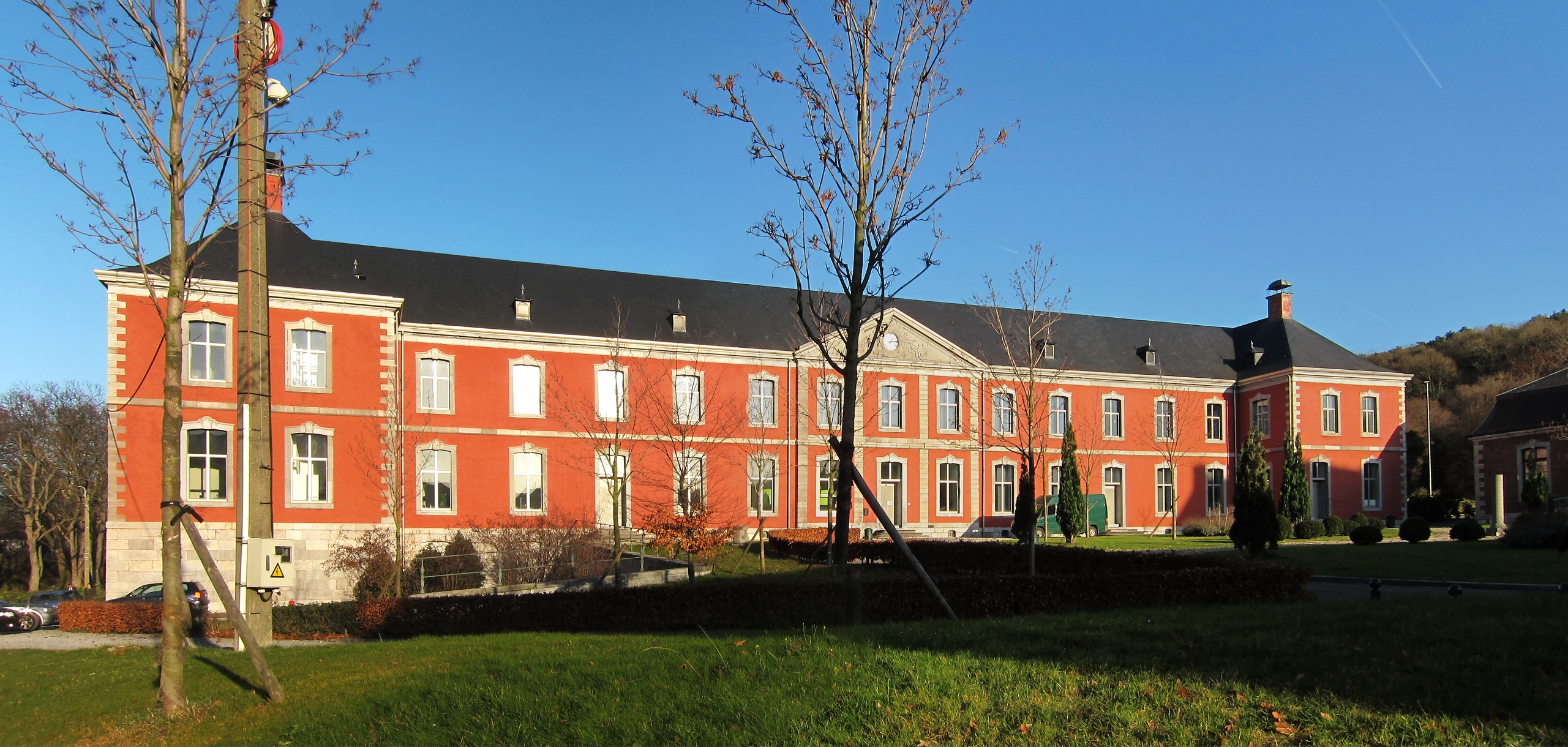
Abdij van Val-Saint-Lambert, tegenwoordig (deels) glasmuseum

Val-Saint-Lambert is een kristal- en glasfabriek in de Belgische stad Seraing, ten zuidwesten van Luik, die sierglas, glazen en kristallen kunst- en gebruiksvoorwerpen produceert.

## Geschiedenis
De fabriek is gevestigd op het terrein van de abdij van Val-Saint-Lambert, de vroegere cisterciënzerabdij van Sint-Lambertus, gesticht in 1202 en opgeheven in 1796. De romaanse kapittelzaal en het scriptorium van de abdij zijn gerestaureerd en worden tot vandaag gebruikt. 
In 1826 kwam François Kemlin met honderden arbeiders uit de prestigieuze kristalmanufactuur van Vonêche een nieuwe fabriek vestigen in Seraing. De abdijsite was gunstig gelegen vanwege de aanwezige ruime gebouwen, de nabijheid van steenkool en de mogelijkheid van vervoer over de Maas.

## Activiteiten
Vandaag is Val-Saint-Lambert aanwezig in meer dan veertig landen, van de Verenigde Staten tot Saoedi-Arabië, van Spanje tot Japan. Het is zowat het visitekaartje van het Waalse gewest geworden. Bij het dreigende faillissement in de jaren 80 heeft de overheid immers een deel van de aandelen overgenomen. Een vaas van Val-Saint-Lambert, beroemd om zijn schitterende "dubbele-gekleurde-geslepen" kristal, was een begeerd verzamelobject of duur relatiegeschenk, ook voor prinsen en diplomatieke vertegenwoordigers. Zo leverde men bijvoorbeeld ook de glazen stoeltjes (onder meer vanwege de "koelheid" van het materiaal) voor de wereldtentoonstelling van Sevilla. Het assortiment is inmiddels uitgebreid en gemoderniseerd, maar de productiewijzen blijven voor unieke stukken nog artisanaal. Men kan de fabriek bezoeken en glasblazers aan het werk zien.

## Bijzonderheden
- Een belangrijke collectie glasobjecten uit Val-Saint-Lambert bevindt zich in het Musée des Verres  te Luik, tegenwoordig onderdeel van museum Grand Curtius. In de collectie van dit museum bevindt zich onder andere een meer dan twee meter hoge kristallen vaas bestaande uit 82 onderdelen (totaal gewicht circa 200 kg), die in 1894 voor de wereldtentoonstelling in Antwerpen werd geproduceerd.
- Het ontwerperscollectief Studio Job ontwierp en realiseerde in 2010 in samenwerking met Val-Saint-Lambert voor president Herman Van Rompuy een kunstwerk voor zijn kabinet te Brussel.

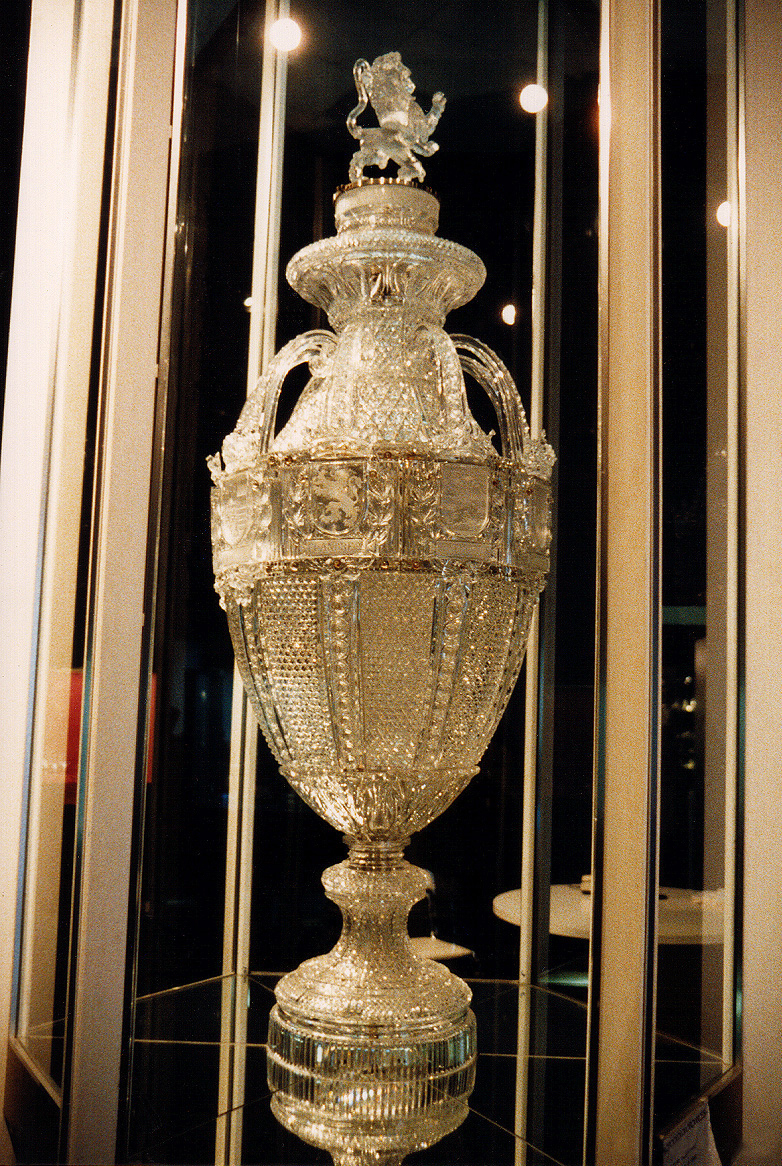
Kristallen vaas, 1894
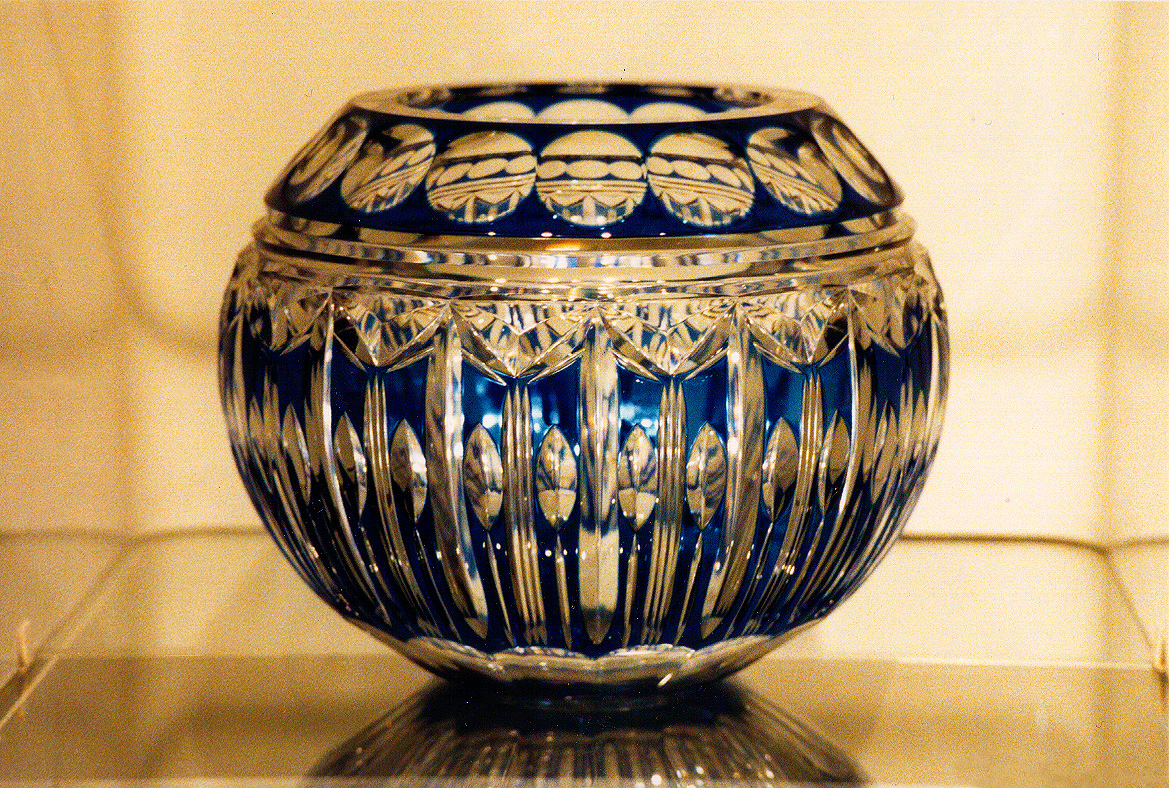
Art-deco vaas
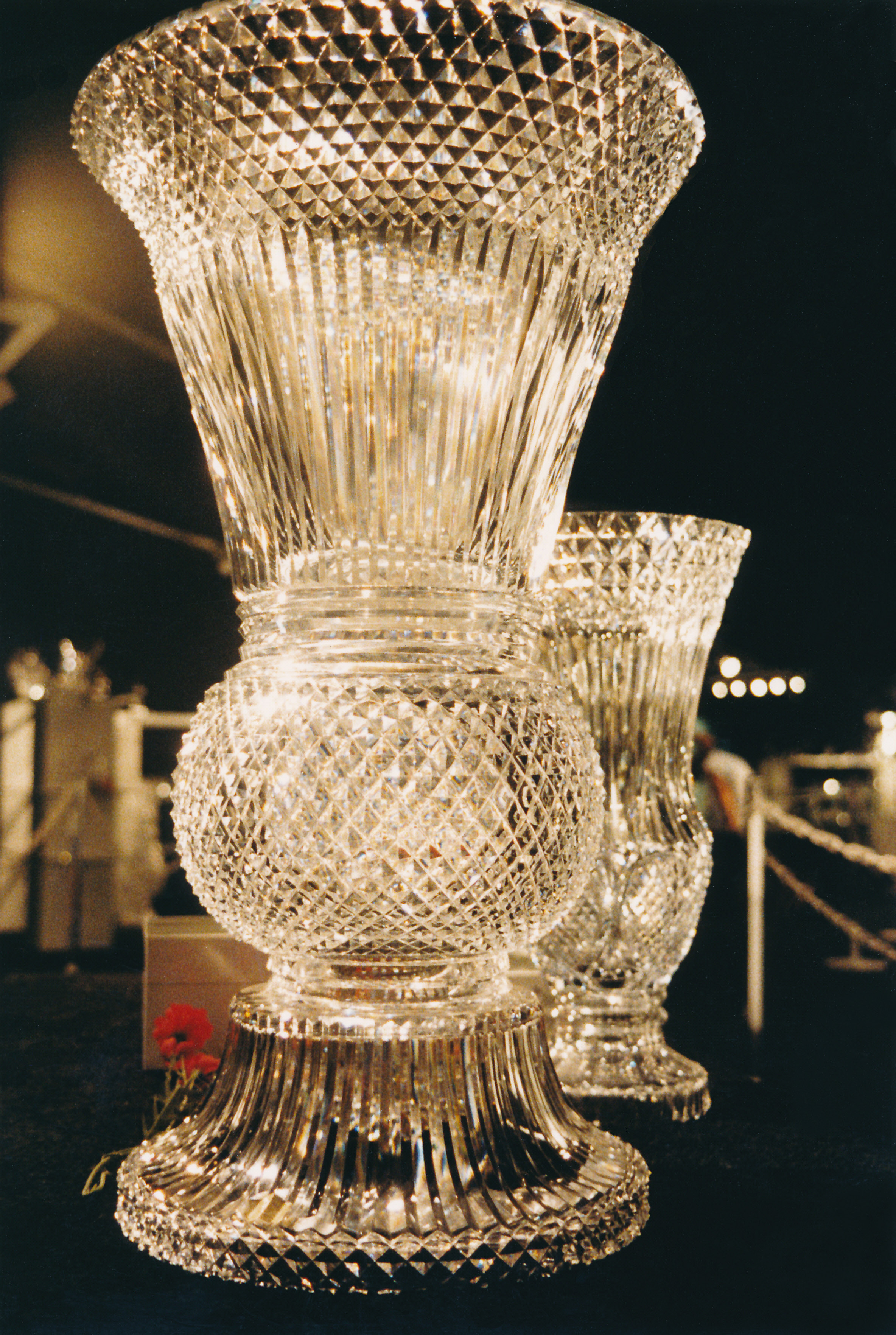
Monumentale vaas
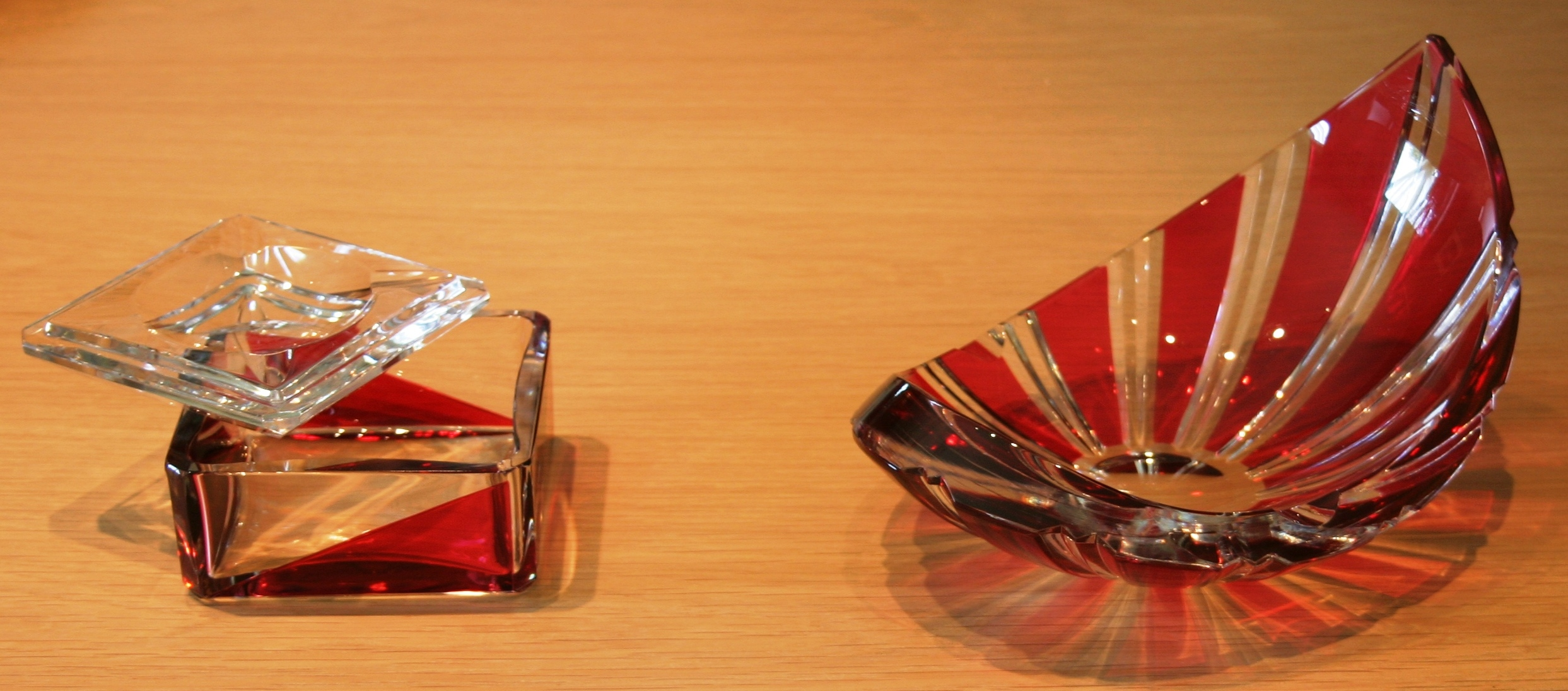
Glaskunst uit de jaren 60